# Axiopoena maura
Axiopoena maura är en fjärilsart som beskrevs av Karl Eichwald 1832. Axiopoena maura ingår i släktet Axiopoena och familjen björnspinnare. Inga underarter finns listade i Catalogue of Life.